# Indigofera basiflora
Indigofera basiflora är en ärtväxtart som beskrevs av Jan Bevington Gillett. Indigofera basiflora ingår i släktet indigosläktet, och familjen ärtväxter. Inga underarter finns listade i Catalogue of Life.